# Upplands runinskrifter 649
Upplands runinskrifter 649 är en vikingatida runsten av mörk gnejsgranit vid Övergrans kyrka, Övergrans socken och Håbo kommun. Runstenen är 1,6 meter hög och 0,7 meter bred. Stenen är rest vid kyrkogårdsmuren 15 meter öster om U 648.

## Inskriften
Translitterering av runraden:
· uikigr · auk · balsi · auk · emigr ...r · raistu · sain × þen[o] · ift[iʀ] · kuþrik · faþur · sin ·
Normalisering till runsvenska:
Vikingʀ ok Balsi ok Hæmingʀ [þæi]ʀ ræistu stæin þenna æftiʀ Guðrik, faður sinn.
Översättning till nusvenska:
Viking och Balse och Häming de reste denna sten efter Gudrik, sin fader.